# Leptoeurysa fastigiorum
Leptoeurysa fastigiorum är en insektsart som först beskrevs av Van Stalle 1985.  Leptoeurysa fastigiorum ingår i släktet Leptoeurysa och familjen sporrstritar. Inga underarter finns listade i Catalogue of Life.